# Tour della nazionale maschile di rugby a 15 degli Stati Uniti d'America 2010
Tra le edizioni della Coppa del mondo di rugby del 2007 e del 2011, la nazionale degli USA di "rugby a 15" si è recata in tour in modo saltuario.
Nel 2010 si è recata in Europa disputando due match ufficiali contro Portogallo e Georgia, oltre a due match senza titolazione ufficiale contro i Saracens e contro la Scozia "A"

## Risultati
Contro i Saracens le "Eagels" crollano dopo un primo tempo equilibrato conclusosi 6-6
| Londra 9 novembre 2010 | Saracens | 20 – 6 | Stati Uniti XV | Honourable Artillery Company |

| Arbitro: | John Paul Doyle |

| |            | |
| mete: V. Uva c.p.: Gardener 4 | Marcatori  | mete: Emerick Ngwenya, Suniula trasf.: Malifa 2 c.p.: Malifa |
| 15.Pedro Leal 14.Jose Lima, 11.Antonio Aguilar 13.Federico Oliveira, 12.Pedro Silva 10.Joe Gardener, 9.Jose Pinto Neves 8.Tiago Girao, 7.Julien Bardy, 6.Vasco Uva 5.J.S. Somoza, 4.Goncalo Uva 3.A. Alves, 2.Joao Correia (c), 1.C. Spachuk Non entrati : 16.Lionel Campergue,17.Ivo Morais 18.Rui d'Orey,19.Laurent Balangue,21.Francisco Mira 22.Goncalo Foro | Formazioni | 15.Chris Wyles 14.Taku Ngwenya, 11.Kevin Swiryn 13.Seta Tuilevuka, 12.Andrew Suniula 10.Nese Malifa, 9.Tim Usasz 8.N. Johnson, 7.T. Clever (c), 6.L. Stanfill 5.John van der Giessen, 4.Scott Lavalla 3.S. Pittman, 2.Phil Thiel, 1.Mate Moeakiola sostituti: 16.Chris Biller,17.Mike MacDonald 18.JJ Gagiano,19.Inaki Basauri 20.Mike Petri,21.Tai Enosa 22.Paul Emerick |

Pesante sarà invece la sconfitta contro la "Scozia A" anche a causa di una grande indisciplina (3 cartellini gialli per le "Eagles")
| Galashiels 19 novembre 2010 | Scozia A   | 25 – 0 | Stati Uniti XV |  |
| \| \| \| \| \| mete: Jones 2, Traynor trasf.: Blair 2 c.p.: Blair 2 \| Marcatori \| \| \| 15 Jack Cuthbert 14 Jim Thompson,11 Lee Jones 13 Ben Cairns, 12 Alex Grove 10 David Blair, 9 Mark McMillan 8 St. McInally, 7 R. Grant, 6 Rob Harley 5 Al Kellock, 4 Fraser McKenzie 3 Geoff Cross, 2 Scott Lawson, 1 Jon Welsh. \| Formazioni \| 15 Colin Hawley 14 Alipate Tuilevuka, 11 Zachary Test 13 Paul Emerick, 12 Andrew Suniula 10 Taivalu Enosa, 9 Mike Petri 8 Jonathon Gagiano, 7 Inaki Basauri, 6 Patrick Danahy 5 Hayden Smith, 4 Samu Manoa 3 Eric Fry, 2 Chris Biller, 1 Mate Moeakiola. \| |            | |                |  |
| |            | |                |  |
| mete: Jones 2, Traynor trasf.: Blair 2 c.p.: Blair 2 | Marcatori  | |                |  |
| 15 Jack Cuthbert 14 Jim Thompson,11 Lee Jones 13 Ben Cairns, 12 Alex Grove 10 David Blair, 9 Mark McMillan 8 St. McInally, 7 R. Grant, 6 Rob Harley 5 Al Kellock, 4 Fraser McKenzie 3 Geoff Cross, 2 Scott Lawson, 1 Jon Welsh. | Formazioni | 15 Colin Hawley 14 Alipate Tuilevuka, 11 Zachary Test 13 Paul Emerick, 12 Andrew Suniula 10 Taivalu Enosa, 9 Mike Petri 8 Jonathon Gagiano, 7 Inaki Basauri, 6 Patrick Danahy 5 Hayden Smith, 4 Samu Manoa 3 Eric Fry, 2 Chris Biller, 1 Mate Moeakiola. |                |  |

| Arbitro: | P.R. Allan |

| |            | |
| mete: Gugava trasf.: Kvirikashvili c.p.: Kvirikashvili, Malaguradze | Marcatori  | mete: Emerick c.p.: Malifa 2 Drop: Malifa, Wyles |
| 15.Bessik Khamashuridze 14.Irakli Machkhaneli, 11.Lexo Gugava 13.Irakli Chkhikvadze, 12.Tedo Zibzibadze 10.Lasha Malaguradze, 9.Irakli Abusseridze (c) 8.B. Udessiani, 7.G. Chkhaidze, 6.S. Maissuradze 5.Levan Datunashvili, 4.Shalva Sutiashvili 3.D. Kubriashvili, 2.A. Giorgadze, 1.G. Shvelidze sostituti: 16.Irakli Natriashvili,17.David Zirakashvili 18.George Nemsadze,19.Viktor Kolelishvili 20.Bidzina Samkharadze,21.David Kacharava 22.Merab Kvirikashvili | Formazioni | 15.Chris Wyles 14.Taku Ngwenya, 11.Kevin Swiryn 13.Paul Emerick, 12.Andrew Suniula 10.Nese Malifa, 9.Tim Usasz 8.T. Clever (c), 7.I. Basauri, 6.L.0 Stanfill 5.Hayden Smith, 4.Samu Manoa 3.S.Pittman, 2.P. Thiel, 1.M. Moeakiola sostituti: 16.Chris Biller,17.Mike MacDonald 19.Nic Johnson,20.Mike Petri Non entrati : 18.Scott Lavalla,21.Tai Enosa 22.Seta Tuilevuka |